# Giuseppe Battista Balsamo
Pour les articles homonymes, voir Balsamo.
Giuseppe Battista Balsamo, né en Sicile en 1871, fut le premier grand parrain des États-Unis. 
Il y débarqua en 1895 d'un cargo transportant des immigrés fuyant la dictature et la famine en Russie et en Europe centrale. Il accosta sur l'ile d'Ellis Island dans la baie de New York, où il fut retenu trois mois en quarantaine, à cause d'un diagnostic médical de pneumonie caractérisée.
Les autorités ignoraient que Giuseppe Balsamo était déjà une figure importante de la mafia sicilienne. Il avait acquis sa réputation grâce à des meurtres et aux bons conseils qu'il donnait. C'est sous la protection de Benedetto Madonia qu'il s'imposa dans les rues de Brooklyn, où très vite on ne l'appela plus que Don Giuseppe. Au bout de seulement quelques années les autres hommes faits (tels que l'on appelle les membres de la Cosa Nostra ou Mafia) baissaient la tête en signe de déférence et de respect sur son passage.
Les informations de l'époque sont diffuses et seules les archives du FBI ont permis de retracer le parcours de celui qui deviendrait bientôt le tout-puissant chef de la Mafia à New York. C'est en 1902 qu'il prit la tête de la Main Noire, la première organisation criminelle du Nouveau Monde, que l'on appellerait bientôt la Cosa Nostra. 
Don Giuseppe se chargea de diviser les quartiers de la ville en territoires dirigés par des membres de l'organisation, afin d'éviter au maximum les querelles entre mafieux. Pour lui, seule la paix permettait aux affaires de durer. Les « revenus » de l'organisation provenaient du jeu clandestin, des maisons closes ou encore du racket des commerçants. Ces derniers devaient payer une « protection spéciale » contre d'éventuelles attaques ou cambriolages. Si un commerçant refusait de payer ou allait voir la police son commerce était détruit par la technique de l'indien apache (qui consiste à y jeter une bombe à la main) et une main noire était ensuite peinte sur la porte ou le mur. C'est de là que l'organisation tient son nom. Les affaires allaient alors pour le mieux mais la guerre entre bandes allait bientôt faire couler beaucoup de sang dans les rues de New York.
Giuseppe Balsamo aurait pris sa retraite de la direction de la mafia dans les années 1920, laissant son organisation à Phillip et Vincent Mangano.